# 惡名昭彰：第二之子
《惡名昭彰：第二之子》（又译「声名狼藉：私生子」）是一款開放世界動作冒險電子遊戲，由Sucker Punch Productions開發製作，並由索尼電腦娛樂於PlayStation 4平台上發行。本作為《惡名昭彰》系列中第三款主要作品，於2014年3月21日發售，在台灣及香港市場並同時推出中文版。

## 遊戲內容
《惡名昭彰：第二之子》是一款開放世界的動作遊戲，玩者以第三人稱視角操作主角戴厄辛·羅爾（Delsin Rowe）。戴厄辛‧羅爾是一名超能者（Conduit），他可吸收各種超人類能力來強化自己。戴厄辛最初獲得的能力是「煙氣」，隨著遊戲進行將擊敗其他超能者，並取得他們的能力。隨著主角能力的擴展，玩者將可作出更進階的動作，並對敵人和環境造成更大的傷害。玩者可借由吸取爆炸裂片（Blast Shards）之能量來取得升級新技能所需的經驗值，這些裂片可在破壞聯合保安部（DUP）指揮中心和追蹤無人機後取得。技能升級採用樹狀圖設計。跑酷是遊戲中的主要系統，可讓戴厄辛使用超能力穿越屋頂和攀爬建築物來在城市內移動。
與《惡名昭彰》系列的其他作品相同，遊戲中玩者可在「善」與「惡」路線之間作出選擇，這將會改變戴厄辛的戰鬥能力、外表，以及部分的故事劇情。

## 主要角色

### 跟戴厄辛有關
戴厄辛·羅爾（Delsin Rowe）
配音：特羅伊·貝克
本作主角，超能者。
最初獲得的能力是「煙氣」，後期擁有「氖氣」、「映像」及「混凝土」超能力，打算推翻聯合保衞部（聯保部），釋放所有在囚的超能者。
瑞吉·羅爾（Reggie Rowe）
配音：特拉維斯·威林厄姆
戴厄辛的哥哥，故事裏經常幫助他。
費曲（Abigail "Fetch" Walker）
配音：勞拉·貝利
戴厄辛其中一個盟友，擁有「氖氣」超能力，故事最後幫助戴厄辛對抗奥古絲汀。
尤金（Eugene Sims）
配音：Alex Walsh
戴厄辛另一個盟友，擁有「映像」超能力，故事最後幫助戴厄辛對抗奥古絲汀。

### 聯合保衞部（聯保部）
布魯克·奥古絲汀（Brooke Augustine）
配音：克莉斯汀·鄧福德
本作反派，擁有「混凝土」超能力，跟戴厄辛作對，故事最後被戴厄辛打敗或殺害。
漢克（Henry "Hank" Daughtry）
配音：David Stanbra
故事初期把自己的「煙氣」超能力給予戴厄辛，中後期曾被奥古絲汀要脅並假冒投靠他，最後戴厄辛放過他或殺害他。

## 開發
《惡名昭彰：第二之子》最初在2013年2月20日舉行的「PlayStation Meeting」中公開發表。最初公開的主角技能僅有煙氣一種，但製作公司Sucker Punch在訪談中表示實際上主角的能力是吸收他人的超能力。
遊戲中角色的動作及演出是透過动作捕捉完成。這項技術也用於捕捉演員的臉部表情，因此遊戲中的角色面貌與配音演員十分相似。
2014年3月8日，《惡名昭彰：第二之子》在英國的預購數量已經超越《最後生還者》。

## 獨立擴展包
獨立擴展包《惡名昭彰：首道曙光》(inFAMOUS First Light)於2014年8月26日推出，該擴展包不需要本體遊戲即可遊玩。玩家操作《第二之子》中出現過的女角費曲，體驗她的過往回憶。

## 評價
《惡名昭彰：第二之子》在媒體上獲得多數的正面評價，評論家大多讚賞戰鬥和遊戲體驗，但同時也批評遊戲缺乏創新以及其中的善惡選擇系統。《惡名昭彰：第二之子》在GameRankings上獲得了82.02%的分數，在Metacritic則獲得80/100。
IGN的文斯·因基尼托（Vince Ingenito）給予遊戲8.7分的評價，他稱讚順暢的遊戲體驗，以及精緻高品質的開放世界；但同時也批評故事劇情膚淺，以及遊戲中的善惡選擇系統讓玩家在選擇邪惡路線時，讓主角戴厄辛的行為與他最初的目的產生矛盾，且無法妥適的融入整個遊戲的故事劇情中。GameSpot的湯姆·麥克夏（Tom McShea）給予遊戲8.0分的評價，他也讚揚遊戲體驗和開放世界的風格，但批評了主角戴厄辛的角色設定。。
在遊戲上市的第一週內，《惡名昭彰：第二之子》讓當英國的PlayStation 4主機銷售量成長了一倍。
2014年4月9日，《惡名昭彰：第二之子》在9天內售出超過100萬套，使其成為系列中銷售速度最快的作品。

## 外部連結
- 《惡名昭彰：第二之子》在中文PlayStation.com上的頁面 （页面存档备份，存于）
- 《惡名昭彰：第二之子》在美國PlayStation.com上的頁面 （页面存档备份，存于）
- 開發商Sucker Punch官方網站 （页面存档备份，存于）
- 互联网电影数据库（IMDb）上《惡名昭彰：第二之子》的资料（英文）